# Armi Aavikko
 (octobre 2021).
Si vous disposez d'ouvrages ou d'articles de référence ou si vous connaissez des sites web de qualité traitant du thème abordé ici, merci de compléter l'article en donnant les références utiles à sa vérifiabilité et en les liant à la section « Notes et références ».
Armi Anja Orvokki Aavikko (née le 1er septembre 1958 à Helsinki, morte le 2 janvier 2002 à Espoo) est une reine de beauté et chanteuse finlandaise. Elle est élue Miss Finlande 1977.

## Biographie
Armi Aavikko est l'un des six enfants d'Anja et Keijo Aavikko ; ses sœurs sont Arja, Pirjo, Marita et Marja-Liisa, et elle a aussi un frère. La famille vit d'abord à Porvoo puis revient à Helsinki, dans la section de Länsi-Pakila quand Armi a six ans. L'union des parents prend fin en raison de la consommation d'alcool du père. À l'été 1976, Armi remporte le concours Miss Capitale.
Le père d'Aavikko l'inscrit au concours Miss Finlande en février 1977. Elle remporte le concours à l'âge de 18 ans et est la plus jeune gagnante du concours. Les médias s'intéressent à Aavikko, mais elle ne veut pas d'une vie publique  et préfère étudier pour devenir infirmière. Le magazine Apu, Finnartist, l'organisation du concours, et le chanteur Danny avaient décidé ensemble que la nouvelle Miss Finlande partirait en tournée avec Danny à la recherche des candidates pour le concours de l'année prochaine. Aavikko n'est pas enthousiasmée par l'idée, mais accepte de chanter en tournée. Au cours de son année de Miss, Aavikko fait des représentations de Miss dans la journée et le soir se produit lors de concerts avec Danny. À partir de 1978, elle fait des concerts de chant comme travail à temps plein.
La plus célèbre des chansons d'Aavikko est Tahdon olla sulle hellä en duo avec Danny. En septembre 1977, la chanson est disque d'or avec 10 000 exemplaires vendus. L'album du même nom de Danny & Armi se vend à plus de 57 000 exemplaires. Sur l'album, Armi ne chante que la chanson Päin seinää en plus de la chanson-titre. En 1978, sort l'album Danny & Armi, qui se vend à plus de 28 000 exemplaires, obtenant un disque d'or. À l'été 1978, Aavikko est avec Danny dans l'émission estivale Danny & Armi laserajassa et y interprètent leurs chansons en anglais. I Wanna Love You Tender sort dans plusieurs pays. De la fin de l'été 1978 au début des années 1980, Danny et Armi fait partie du groupe Finntastic en compagnie de Pepe Willberg et Seija Paakkola, Miss Finlande 1978.
En 1981, Aavikko sort l'album solo Armi, qui comprend Iltaloma, une adaptation par Raul Reiman de Japanese Boy d'Aneka. Danny et Armi mettent de côté leur carrière musicale et créent des restaurants dans les années 1980. Ils animent Danny ja Armi Kaivohuoneen kevätyössä, une émission de cuisine, en 1981. En 1983, Danny et Armi remportent le festival de la chanson de Rostock avec la chanson Am Gründe des Meeres arrangée par Aarno Raninen. À partir de 1987, ils se produisent sur les croisières de la Viking Line. Les programmes de spectacles de Viking Line sont Säpinää ja samppanjaa (1992) et Laineiden Las Vegas (1994). En 1993, une cassette de chansons pour enfants chantées par Aavikko paraît. La dernière sortie avec Danny est le single ”Puhjennut on ruusu kukkaan en 1995. Armi Aavikko prend sa retraite en raison de problèmes personnels : une dépression débutée en 1993 après le suicide de sa sœur Arja en 1992, puis la fin en 1995 de sa liaison cachée avec Danny qui fut marié avec la femme d'affaires Liisa Lipsanen de 1972 à 2006, et sa dérive vers l'alcoolisme dans les années 1990,,.
Armi Aavikko meurt d'une pneumonie chez elle à Espoo le 2 janvier 2002. Elle est enterrée au cimetière de Malmi.
La chanson I Wanna Love You Tender connaît un deuxième succès en 2006 lorsqu'un extrait d'une émission mettant en vedette Danny et Armi dans Grease et entourée de danseurs en uniforme de Rydell High dans une chorégraphie incompréhensible devient un phénomène Internet.
La vie d'Armi Aavikko fait l'objet d'une pièce de théâtre radiophonique pour Yle pendant l'été 2021 et qui est le podcasting le plus important de la radio publique.

## Source de la traduction
- (fi) Cet article est partiellement ou en totalité issu de l’article de Wikipédia en finnois intitulé « Armi Aavikko » (voir la liste des auteurs).